# Ferdinand von Merveldt (Politiker, 1788)
Ferdinand Anton Xaver Maria Carl Wilhelm Graf von Merveldt (* 18. April 1788; † 28. Mai 1853 in Lembeck) war preußischer Rittergutsbesitzer und Politiker.

## Leben
Ferdinand von Merveldt entstammte dem westfälischen Adelsgeschlecht Merveldt aus dem Münsterland. Seine Eltern waren der Gutsbesitzer August Ferdinand Graf von Merveldt und dessen erste Ehefrau Maria Theresia Josepha von Pergen. Karl von Merveldt war sein Bruder. Am 14. November 1820 heiratete er, der katholischer Konfession war, im St.-Paulus-Dom in Münster Sophia Freiin von Kettler zu Harkotten.
Von Merveldt war Rittergutsbesitzer auf Schloss Lembeck und Westerwinkel, Erbmarschall im Fürstentum Münster und preußischer Kammerherr. 1828 war er als Vertreter des Fürsten zu Salm-Salm und 1830/31 als Vertreter des Herzogs Alfred von Croÿ Teilnehmer am Provinziallandtag der Provinz Westfalen. 1833 bis 1852 war er gewähltes Mitglied des Provinziallandtags für die Ritterschaft im Wahlbezirk Ost-Münster. 1847 nahm er am ersten und 1848 am zweiten Vereinigten Landtag teil.